# Ланнасмаа (заказник)
Зака́зник Ла́ннасмаа (ест. Lannasmaa hoiuala) — природоохоронна територія в Естонії, у волості Ляене-Сааре повіту Сааремаа.
Загальна площа — 14,3 га.
Заказник утворений 27 липня 2006 року.

## Розташування
Поблизу заказника розташовуються села Леедрі, Люманда та  Мийзакюла.

## Опис
Метою створення природоохоронного об'єкта є збереження 2 типів природних оселищ (Директива 92/43/ЄЕС, Додаток I):
| Код   | Тип оселища                                                | Площа, га |
| ----- | ---------------------------------------------------------- | --------- |
| 6280* | Північні альвари та плоскі скелі з докембрійських вапняків | 11,5      |
| 9070  | Феноскандійські заліснені пасовища                         | 2,4       |

Територія заказника збігається з природною областю Ланнасмаа (Lannasmaa loodusala), що включена до Європейської екологічної мережі Natura 2000.